# Kroatische Republiek Herceg-Bosna
De Kroatische Republiek Herceg-Bosna (Kroatisch: Hrvatska Republika Herceg-Bosna) was een semi-onafhankelijk gebied in het huidige Bosnië en Herzegovina, dat tussen 1991 en 1994 bestond als gevolg van separationistische politiek tijdens de Bosnische Oorlog. De hoofdstad van het gebied was Mostar. Herceg-Bosna hield op te bestaan toen in 1994 het akkoord van Washington werd getekend, en het deel ging uitmaken van de Federatie van Bosnië en Herzegovina. Een van de kantons van Bosnië (West-Bosnië) wordt tegenwoordig met de naam “Herceg-Bosna” aangeduid.
Op 18 november 1991 verklaarde een nationalistische groep in de Bosnische HDZ, onder leiding van Mate Boban en Dario Kordić en met steun van Franjo Tuđman en Gojko Šušak het gebied onafhankelijk. Zij spraken van een “onafhankelijke politieke, culturele, economische en territoriale eenheid”. In de gemeenten van het betreffende gebied had de HDZ grote winst geboekt tijdens de gemeenteraadsverkiezingen van 1990.
Bij de vredesbesprekingen in Genève werd de mogelijkheid overwogen dat Bosnië zou worden verdeeld in drie entiteiten. Er werd toen voor het eerst gesproken van de “Kroatische Republiek” Herceg-Bosna, en niet meer van een “regio” of “gebied”. De internationale gemeenschap noch Bosnië en Herzegovina hebben Herceg-Bosna echter ooit als staat erkend.
Het Dayton-akkoord uit 1995 bepaalde onder meer dat alle oude structuren van onafhankelijk verklaarde staten en staatjes moesten worden opgeheven. Toch bleef de republiek Herceg-Bosna nog enkele jaren een schaduwbestaan leiden. Pas toen in 2000 in Kroatië een meer gematigde regering aantrad begonnen de structuren van Herceg-Bosna te vervagen. Maar zelfs tegenwoordig nog hebben de meeste door Kroaten gedomineerde steden en dorpen in het gebied de vlag van Herceg-Bosna nog ergens op een goed zichtbare plaats hangen.
De leiders van Herceg-Bosna (Jadranko Prlić, Bruno Stojić, Slobodan Praljak, Milivoj Petković, Valentin Ćorić en Berislav Pušić) zijn wegens oorlogsmisdaden op 29 mei 2013 door het Joegoslavië-tribunaal veroordeeld tot gevangenisstraffen van tien tot 25 jaar. De hoogste straf was voor oud-premier Jadranko Prlic, tegen wie veertig jaar was geëist.
Sloveense Oorlog (1991) · Kroatische Oorlog (1991-95) · Bosnische Burgeroorlog (1992-95) · Kroatisch-Bosniakse Oorlog (1992-94) · Kosovo-oorlog (1998-99) · Operatie Allied Force (1999) · Conflict in de Preševo-vallei (2001) · Macedonisch conflict (2001)